# Impatiens repens
Impatiens repens
 (septembre 2021).
Si vous disposez d'ouvrages ou d'articles de référence ou si vous connaissez des sites web de qualité traitant du thème abordé ici, merci de compléter l'article en donnant les références utiles à sa vérifiabilité et en les liant à la section « Notes et références ».
Espèce
Impatiens repens est une espèce de plantes à fleurs de la famille des Balsaminaceae, endémique du Sri Lanka. Comme l'indique le nom latin repens, il s'agit d'une plante basse au port rampant. Cette plante vivace à feuilles persistantes peut être rencontrée dans les forêts tropicales humides de la zone. Poussant jusqu'à 50 cm de haut et de large, elle a de petites feuilles en forme de rein[Quoi ?] portées sur des tiges rouges, et des fleurs jaunes à capuchon en été et en automne. Elle est parfois cultivée dans les jardins comme plante ornementale. Sous un climat tempéré, elle doit être protégée des températures inférieures à 10 °C, et doit donc être cultivé sous serre pendant l'hiver. Elle nécessite un emplacement abrité à mi-ombre[réf. nécessaire].
Impatiens repens a gagné la Royal Horticultural Society de Prix du jardin mérite[réf. nécessaire]. 
Certaines parties de cette plante sont utilisées dans la médecine traditionnelle sri lankaise pour traiter l'épilepsie[réf. nécessaire].

## Description
Impatiens repens est une plante herbacée à port tentaculaire ou rampant. Les petites feuilles vert clair sont approximativement triangulaires avec des bords arrondis. Les tiges rondes et charnues sont rouge violacé brillant. Les fleurs jaune vif ressemblent à celles du muflier (Antirrhinum majus). Ils sont à symétrie bilatérale et composés de pétales triangulaires à bords froufrous[Quoi ?]. La surface externe du tube floral est densément couverte de poils courts et blancs.